# The Incredible Petrified World
The Incredibke Petrified World è un film del 1959, diretto da Jerry Warren ed interpretato da John Carradine e Robert Clarke.
Il film fu completato nel 1957, ma rimase inedito fino a quando non venne distribuito nei cinema del Texas e di altri stati del sud a partire dal novembre 1959. Successivamente, nell'aprile 1960 venne distribuito in tutti i cinema statunitensi in doppia programmazione con  Teenage Zombies, anch'esso diretto da Warren.

## Trama
Il professor Millard Wyman invia un equipaggio composto da due uomini, Paul Whitmore e Craig Randall, e due donne, Lauri Talbott e Dale Marshall, in profondità oceaniche mai esplorate prima. A causa di un problema tecnico durante il lancio, la campana subacquea dove si trova i gruppo si stacca dal cavo che li collega alla superficie e precipita sul fondo.
L'equipaggio sopravvive, indossa l'attrezzatura subacquea ed abbandona la campana ma invece di raggiungere la superficie i quattro emergono in una caverna. Mentre stanno esplorando la grotta trovano prima uno scheletro e poi un vecchio marinaio trasandato. L'uomo racconta loro che lui ed un altro marinaio avevano fatto naufragio quattordici anni prima e che da allora hanno vissuto in quelle grotte.
Nel frattempo, in superficie, il fratello minore del Prof. Wyman costruisce un'altra campana e la utilizza per compiere un tentativo di salvataggio dei quattro dispersi. Mentre Paul e Craig fanno ritorno nella campana per recuperare alcune cose, l'anziano rivela a Dale di aver ucciso lui l'altro marinaio anni prima poi e le propone di eliminare gli altri tre per poter vivere insieme. Al rifiuto della donna, egli tenta di aggredirla ma un vulcano sotterraneo erutta provocando una frana che investe l'uomo uccidendolo. Prima che la caverna crolli completamente Craig - che nel frattempo è stato salvato insieme a Paul dal fratello di Wyman - torna indietro a recuperare le due ragazze.

## Produzione
In un'intervista, l'attore Robert Clarke disse che il direttore della fotografia era un noto cameraman di Hollywood che usava lo pseudonimo "Victor Fisher" per evitare problemi con il sindacato per aver accettato un lavoro per un film non sindacalizzato.
Le sequenze nella caverna sono state girate nella Colossal Cave a Tucson, in Arizona. Phyllis Coates non è mai stata pagata per la sua interpretazione.
Warren fece realizzare un costume mostruoso da usare nel film, ma dopo averlo visionato e ritenuto troppo brutto decise di non utilizzarlo. La frase pubblicitaria del film mantenne comunque la menzione del mostro, affermando "A Nightmare of Terror in the Center of the Earth with Forgotten Men, Monsters, Earthquakes and Boiling Volcanos!"

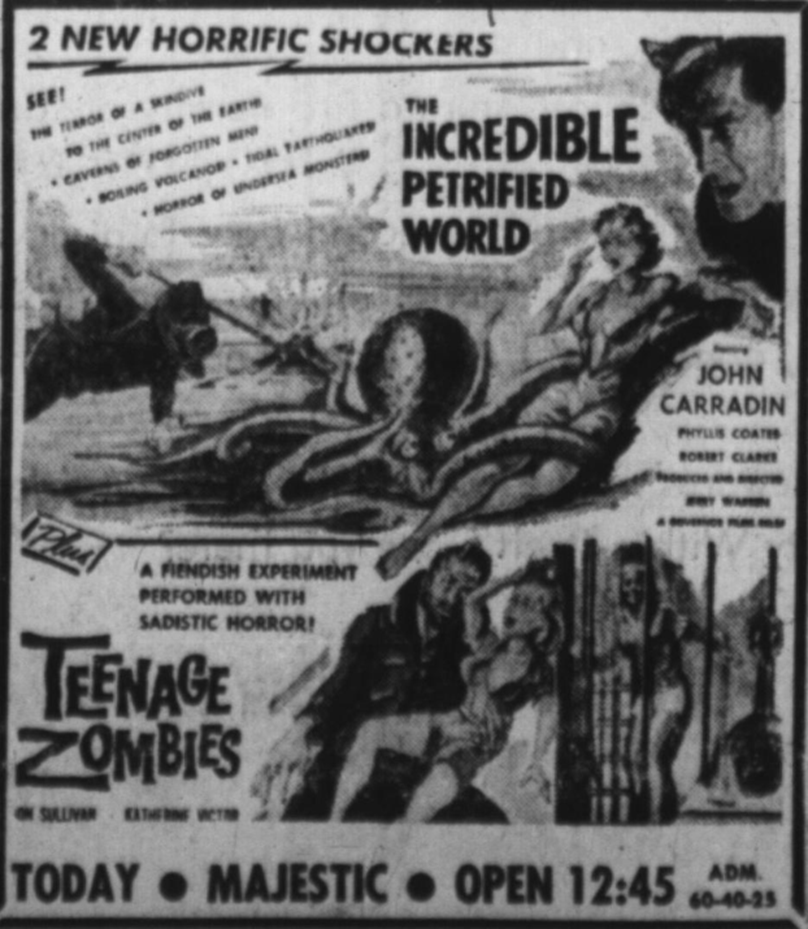
Pubblicità del 1959 per The Incredible Petrified World e Teenage Zombies

## Distribuzione
Il film fu completato intorno al marzo 1957. Rimase tuttavia inedito per due anni e mezzo, finché non venne distribuito nei cinema di alcuni stati del sud il 12 novembre 1959. Successivamente venne distribuito in doppio spettacolo con un altro film di Warren, Teenage Zombies, il 16 aprile 1960.